# Свети Иван Добрињски
Свети Иван Добрињски (хрв. Sveti Ivan Dobrinjski) је насељено место у општини Добрињ, на острву Крк, Приморско-горанска жупанија, Хрватска.

## Историја
До територијалне реорганизације у Хрватској био је у саставу старе општине Крк.

## Становништво
У попису становништва из 2011. године, Свети Иван Добрињски је имао 47 становника.
| Број становника према пописима | Број становника према пописима | Број становника према пописима | Број становника према пописима | Број становника према пописима | Број становника према пописима | Број становника према пописима | Број становника према пописима | Број становника према пописима | Број становника према пописима | Број становника према пописима | Број становника према пописима | Број становника према пописима | Број становника према пописима | Број становника према пописима | Број становника према пописима |
| ------------------------------ | ------------------------------ | ------------------------------ | ------------------------------ | ------------------------------ | ------------------------------ | ------------------------------ | ------------------------------ | ------------------------------ | ------------------------------ | ------------------------------ | ------------------------------ | ------------------------------ | ------------------------------ | ------------------------------ | ------------------------------ |
| 1857                           | 1869                           | 1880                           | 1890                           | 1900                           | 1910                           | 1921                           | 1931                           | 1948                           | 1953                           | 1961                           | 1971                           | 1981                           | 1991                           | 2001                           | 2011                           |
| 237                            | 261                            | 246                            | 165                            | 182                            | 200                            | 196                            | 166                            | 119                            | 119                            | 101                            | 71                             | 57                             | 42                             | 34                             | 47                             |

Напомена: Исказивано под именом Св. Иван од 1869. године до 1948. године и Св. Иван Добрињски 1953. и 1961, Иван Добрињски 1971. и 1981, и Свети Иван-Добрињски 1991. године. Од 1857. године до 1880. године садржи податке за село Кланице.